# Phyllocnistis ramulicola
Phyllocnistis ramulicola is een vlinder uit de familie mineermotten (Gracillariidae). De wetenschappelijke naam is voor het eerst geldig gepubliceerd in 2007 door Langmaid & Corley.
De soort komt voor in Europa.